# Шмидт-Нильсен, Кнут
Кнут Шмидт-Нильсен (норв. Knut Schmidt-Nielsen; 24 сентября 1915, Тронхейм, Норвегия — 25 января 2007, Дарем, Северная Каролина, США) — норвежский и американский биолог, специалист в области сравнительной физиологии животных.

## Биография
Родился 24 сентября 1915 года в Тронхейме в семье химиков Сигвала Шмидт-Нильсена и Сигне Штурцен-Беккер. В 1937 году перед окончанием университета Осло Шмидт-Нильсен поехал в Копенгагене в лабораторию нобелевского лауреата Августа Крога, который стал впоследствии его научным руководителем. Крог предложил ему исследовать механизмы осморегуляции ракообразных в градиенте солёности. В 1939 году женился на дочери Крога Бодил (развелись в 1960-х). В этом же году Кнут Шмидт-Нильсен опубликовал в соавторстве с отцом свою первую научною работу по результатом изучения питания и роста озерной форели. В 1946 году защитил докторскую диссертацию по всасыванию жиров в кишечнике и переехал в США. С 1952 года Шмидт-Нильсен работал профессором кафедры зоологии в Университете Дьюка. В 1977 году женился Маргарете Классон. С 1980 по 1986 был президентом Международного союза физиологических наук. Умер 25 января 2007 года в Дареме (Северная Каролина).

## Научная деятельность
Шмидт-Нильсен известен как один из крупнейших в мире специалистов по физиологи животных. Известность ему принесли работы по изучению адаптаций животных к условиям пустыни, начатые совместно с Пером Шоландером и Лоуренсом Ирвингом. Было показано, что сложно устроенные носовые кости обеспечивают при газообмене эффект противотока: при вдохе через нос воздух охлаждается, что приводит к уменьшению потери влаги при выдохе. Изучая морских птиц, Шмидт-Нильсен обнаружил особые железы, с помощью которых они избавляются от избытка соли.
Совместно с Уильямом Бретцем показал, что благодаря трубчатому строению легких птиц воздух движется в них в одном направлении. Втекающий на одном конце трубок и выходящий на другом. Это приводит к улучшению газообмена.
Ещё одним направлением исследований было изучение различий в размерах тела для животных. Было установлено, что с увеличением массы тела животного потребление кислорода в расчете на один килограмм массы тела уменьшается. Такая зависимость универсальна для бегающих, летающих и плавающих животных, при этом максимальные энерготраты характерны для бега, а минимальные для плавания.
В 1970 году Шмидт-Нильсен был одним из организаторов регулярных Международных конференций по сравнительной физиологии, которые проводились раз в два года.

## Награды
Шмидт-Нильсен был членом многих научных организаций, в том числе Национальной академии наук США, Лондонского королевского общества, Французской академии наук. В 1992 году ему вручена Международная премия по биологии, учреждённая императором Японии.

## Публикации
- Schmidt-Nielsen S., Schmidt-Nielsen K. Grösse und Eisengehalt der Milz bei der Forelle // Kgl. Norske Vidensk.Selsk. Forh. — 1939. — Т. 12. — С. 67—69.
- Schmidt-Nielsen K. Locomotion: Energy Cost of Swimming, Flying, and Running (англ.) // Science. — 1972. — Vol. 177, iss. 4045. — P. 222–228. — ISSN 1095-9203 0036-8075, 1095-9203. — doi:10.1126/science.177.4045.222.
- Schmidt-Nielsen K. Scaling in biology: The consequences of size (англ.) // Journal of Experimental Zoology. — 1975. — Vol. 194, iss. 1. — P. 287–307. — ISSN 1097-010X 0022-104X, 1097-010X. — doi:10.1002/jez.1401940120.
- Schmidt-Nielsen K. The Salt-Secreting Gland of Marine Birds (англ.) // Circulation. — 1960. — Vol. 21, iss. 5. — P. 955–967. — ISSN 1524-4539 0009-7322, 1524-4539. — doi:10.1161/01.CIR.21.5.955.
- Schmidt-Nielsen B., Schmidt-Nielsen K. Evaporative Water Loss in Desert Rodents in Their Natural Habitat (англ.) // Ecology. — 1950. — Vol. 31, iss. 1. — P. 75–85. — ISSN 0012-9658. — doi:10.2307/1931362. — JSTOR 1931362.
- Шмидт-Нильсен К. Животные пустынь: Физиологические проблемы тепла и воды / Пер. с англ. М. Г. Закса ; Под ред. и с предисл. акад. Е. М. Крепса. — Л.: Наука, 1972. — 308 с.
- Шмидт-Нильсен К. Как работает организм животного / Пер. с англ. Н. О. Фоминой ; Под ред. и с предисл. канд. биол. наук Н. Н. Карташева. — М.: Мир, 1976. — 141 с.
- Шмидт-Нильсен К. Физиология животных. Приспособление и среда В 2-х кн. / Пер. с англ. Н. О. Фоминой ; Под ред. и с предисл. канд. биол. наук Н. Н. Карташева. — М.: Мир, 1976. — 800 с.
- Шмидт-Нильсен К. Размеры животных: почему они так важны / пер. с англ. В. Ф. Куликова, И. И. Полетаевой ; под ред. Н. В. Кокшайского. — М.: Мир, 1987. — 259 с.